# Hrgovi Donji
Hrgovi Donji är en ort i Bosnien och Hercegovina.   Den ligger i distriktet Brčko, i den nordöstra delen av landet, 110 km norr om huvudstaden Sarajevo. Hrgovi Donji ligger 154 meter över havet och antalet invånare är 448.
Terrängen runt Hrgovi Donji är platt åt nordväst, men åt sydost är den kuperad.  Runt Hrgovi Donji är det ganska tätbefolkat, med 93 invånare per kvadratkilometer.. Närmaste större samhälle är Gračanica, 19,9 km sydväst om Hrgovi Donji.
Omgivningarna runt Hrgovi Donji är en mosaik av jordbruksmark och naturlig växtlighet.